# Скиннер, Квентин
Квентин Скиннер (Quentin Robert Duthie Skinner) —  профессор в области гуманитарных наук в колледже Королевы Марии Лондонского университета, историк, философ, внёсший большой вклад в изучение интеллектуальной истории, один из ведущих представителей Кембриджской школы истории понятий.
Научные интересы профессора Скиннера лежат в областях интеллектуальной истории Раннего модернизма и политической философии XVII века, в частности Томаса Гоббса; его исследования затрагивают философские вопросы истории понятий, концепцию политической свободы и характер государства.
Квентин Скиннер — автор или соавтор более 20 книг. Его работы переведены на 19 языков мира. Его двухтомное исследование The Foundations of the Modern Political Thought в 1996 году вошло в число ста самых выдающихся книг, изданных после Второй мировой войны.
Соредактор 80 томов научных трудов Кембриджского университета в серии Ideas in Context и 100 томов в серии Cambridge texts in the History of Political Thought.

## Биография
Квентин Скиннер родился в 1940 году, недалеко от Манчестера. Он был вторым сыном Александра Скиннера и Винифред Роуз Маргарет. Его отец колониальный администратор сделал карьеру в Западной Африке, мать до свадьбы работала учителем в школе. Семья имела шотландские корни, однако Квентин родился и получил образование в Англии.
После окончания школы в Бэдфорде, перед поступлением в Кембриджский университет, Скиннер несколько месяцев работал учителем в средней школе близ Мэйдстона в Кенте. Преподавание в переполненных классах требовало большой ответственности: Скиннеру было всего восемнадцать, и он был ненамного старше своих учеников. Полученный опыт придал уверенности в правильном выборе профессии.
Историей идей Скиннер заинтересовался ещё в школе. Большое влияние на него оказала «История западной философии» Бертран Расселл, книга, которую Скиннер до сих пор считает образцом научной прозы, и работы философа Робина Коллингвуда.
Среди тех, кто оказал влияние на выбор его профессии, Скиннер называет школьного учителя Джона Айра (John Eyre), который преподавал английскую литературу и историю.
В университете Скиннер начинает изучать историю философии, особенно его увлекала интеллектуальная история и он понимает, что это именно то, чем он хотел заниматься. Поэтому, когда Скиннеру предложили заняться научной работой, он посчитал это естественным развитием своих жизненных целей, так как уже не представлял себя в другой профессии. Занимался в частности у Вальтера Ульмана.
В 1962 году Скиннер был приглашен преподавать историю в Christs колледж Кембриджского университета, хотя не имел в то время ученой степени и опыта работы. Он вспоминает, что в те годы, когда только 4 % молодых людей получали университетское образование, успешно сданных выпускных экзаменов оказалось достаточно, чтобы его приняли в штат колледжа, где он преподавал вплоть до 2008 года.
В середине 1970-х Скиннер стажировался в институте перспективных исследований в Принстоне.
В 2008 году профессор Скиннер был приглашен в колледж Queen Mary Лондонского университета.

### Семейное положение
Жена — Сьюзен Джеймс — профессор философии Лондонского университета. У них сын и дочь.

## Научная деятельность

### Кембриджская школа истории понятий
Профессор Скиннер — один из основоположников Кембриджской школы истории понятий наряду с Джоном Данном и Джоном Пококом.
Новизна разработанного этой школой подхода к исследованию политической теории и истории политической мысли заключается в том, что язык в его рамках рассматривается как неотъемлемая часть той реальности, которую он описывает.
Такое видение политической реальности предполагает, что само знание о политических процессах политично.
Профессор Скиннер разработал новую методику изучения истории понятий, доказав, что:
- никакое, даже самое внимательное прочтение текста не гарантирует верную интерпретацию его смысла.
- изучение контекста помогает «объяснить» текст, но не «понять» его.
- ориентация на изучение «вечных» идей связана с неадекватностью самого тезиса о наличии неких неизменных понятий.

По Скиннеру, в истории речь идет не о воспроизводстве постоянных идей, а об обращении к «одной» теме, а потому необходимо сосредоточить внимание на анализе различных высказываний, сделанных с использованием понятий: поняв языковую инновацию, мы поймем и политическое изменение.
Согласно установкам Кембриджской школы, все объекты «реальности» даны нам через понятия, с помощью которых мы их описываем.
Профессор Скиннер обращается к философии Людвига Витгенштейна, призывавшего исследовать не значение слов, а их употребление, и предлагает технику «распаковывания понятий»
Существенную роль в построениях профессора Скиннера играют понятия:
- конвенция
- иллокутивная сила действия
- активная адаптационная логика инноваций

Использование предложенной Скиннером методологии при изучении так называемых непреходящих ценностей обнаруживает их абсолютную историческую случайность.
Осознание случайности настоящего посредством изучения прошлого является, по Скиннеру, ключом к критическому переосмыслению современных реалий.

### Основные работы

#### «Visions of politics»
«Visions of politics»- трехтомное издание, включающее как новые, так и ранее изданные, написанные за последние четыре десятилетия, статьи, в которых нашли отражения научные концепции профессора Скиннера.
- В первом томе «Regarding method» профессор Скиннер объясняет принципы, определяющие стратегию исследования и призванные содействовать защите особого взгляда на чтение и трактовку исторических текстов, важность изучения нормативного словаря, описывающего политическое действие и предлагает особую процедуру исследования риторики.

Согласно Скиннеру, интеллектуальным историкам следует обращать внимание не только и даже не столько на канон так называемых классических текстов, а на то место, которое эти тексты занимают в более широких традициях и парадигмах мысли.
- Второй том, «Renaissance Virtues», включает наиболее значимые статьи профессора Скиннера о политической мысли в Италии периода Ренессанса — исследование текстов таких философов, как Николло Макиавелли, Томаса Мора, Джона Милтона, а также знаменитого цикла фресок на тему Доброго и Злого правления, исполненного художником Амброджо Лоренцетти в сиенском Палаццо Пубблико.
- В третьем томе «Hobbes and Civil Science» исследуется эволюция и характер политической мысли Томаса Гоббса о свободе, что может быть прочитано как критический комментарий ценностей гражданских добродетелей Ренессанса. Скиннер поясняет, что в его «видении политики» исторический интерес лежит в сравнении двух противоположных взглядов на приоритеты общественной жизни, один из которых считает суверенитет привилегией граждан, другой — привилегией государств. Согласно одному, приоритетным считаются права граждан, согласно другому — обязанности. Вопрос о примирении этих дивергентных взглядов остается центральной проблемой в современной политической мысли.

#### «Свобода до либерализма»
«Свобода до либерализма» («Liberty before Liberalism»)-расширенный вариант инаугурационной лекции, прочитанной профессором Скиннером в Кембриджском университете 12 ноября 1997 года в качестве Королевского профессора новой истории.
Автор стремится извлечь из небытия и реабилитировать неоримскую теорию свободных граждан и свободных государств, Неоримская теория стала влиятельной в ходе Английской революции XVII века. Затем она была направлена против правящей олигархии Британии XVIII века, а ещё позже использовалась для защиты революции начатой американскими колонистами против британской короны.
Но идеологический триумф либерализма существенно дискредитировал неоримскую теорию, тогда как соперничающая с ней теория свободы, воплощенная в классическом либерализме, постепенно заняла ведущие позиции в англоязычной политической философии.
Цель исследования-поставить под сомнение либеральную гегемонию. Скиннер пишет: «Я пытаюсь поместить неоримскую теорию в интеллектуальный и политический контекст, в котором она была когда-то сформирована, изучить структуру и предпосылки этой теории и тем самым помочь нам подумать, если, конечно, мы захотим, о возможных претензиях этой теории на наши интеллектуальные предпочтения».
В главе «Свобода и историк» автор переходит в убедительную апологию природы, целей и задач интеллектуальной истории и истории идей. Профессор Скиннер полемизирует с представителями ортодоксальной теории, рассматривающими канон классических текстов как единственный достойный объект исследования, в частности, с сэром Льюисом Нэмиром, анализирует сущность понятия свободы Исайи Берлина.
Скиннер выявляет конфликт между унаследованными нами традициями мыслить либеральное государство, и задает вопрос о правильности сделанного нами выбора. «Интеллектуальный историк способен помочь нам оценить, в какой мере ценности, воплощенные в современном образе жизни и способе мыслить эти ценности, отражают серию выборов, сделанных между различными возможными мирами в те или иные исторические эпохи»

#### Статья The State, опубликованная в сборнике «Понятие государства в четырёх языках»
В статье «The State» профессор Скиннер анализирует становление термина «государство» и дает обзор исторического контекста, в котором происходят его языковые и понятийные изменения.
Латинское слово status, наряду с такими эквивалентами из национальных языков, как estat, stato и state, становятся общекультурными в разнообразных политических контекстах, начиная с XIV века. В римском праве слово status обозначало всякого рода правовое положение и состояние, о правителях говорилось, что они обладают особыми estate royal, estat du roi или status rigis.
На этом зиждилась самая долговечная черта харизматической модели правления, которая постепенно было подорвана появлением нововременного понятия безличного государства, когда, по утверждению Томаса Гоббса, подданные подчиняются, скорее, государству, нежели персоне правительства и что он посчитал возможным определить, как State.
Основополагающая статья Скиннера дополнена статьями о понятии государства во французском, финском и русском языках.

## Критика
Книга «Meaning and Context: Quentin Skinner and his Critics» включает наиболее обсуждаемые статьи профессора Скиннера, в которых заключены основные его идеи и теории, и семь статей написанных его критиками, пять из которых были опубликованы ранее и две, написанные Джоном Кином (John Keane) и Чарльзом Тейлором специально для этого издания. Завершает книгу развернутый комментарий профессора Скиннера.
Эта книга представляет собой систематический обзор эволюции работ профессора Скиннера и реакцию на них

## Титулы и звания
Почетный член Christ колледжа Кембриджского университета. С 1978 года возглавлял кафедру политических наук, с 1996 по 2008 год — Regius профессор новейшей истории, в 1999 году — про-вице канцлер Кембриджского университета. С сентября 2008 года — Barber Beaumont профессор нового центра истории политической мысли в колледже Queen Mary Лондонского университета, одним из основателей которого в 1840 году был Барбе Бомон.
Почётный доктор Копенгагенского университета (2014).
Действительный член академий:
- Британской Академии
- Американской академии наук и искусств
- Европейской академии наук и искусств

Отмечен наградами:
- Мессенджеровские лекции (1983)
- Премия Бальцана (2006)
- Nicolai Rubinstein lecture (2007)[6]
- Isaiah Berlin Prize Ассоциации политических исследований
- Lippincott and David Gaston awards Американской ассоциации политических наук
- Wolfston Prize for History
- Babran Prize.

## Труды

### Книги

#### Как автор
- The Foundations of Modern Political Thought: Volume I: The Renaissance (Cambridge University Press, 1978)
  - Квентин Скиннер «Истоки современной политической мысли»: Т.1.: Эпоха Ренессанса. — М.: Изд-во «Дело», 2018. — 464 с.
- The Foundations of Modern Political Thought: Volume II: The Age of Reformation (Cambridge University Press, 1978)
  - Квентин Скиннер «Истоки современной политической мысли»: Т.2.: Эпоха Реформации. — М.: Изд-во «Дело», 2018. — 568 с.
- Machiavelli (Oxford University Press, 1981)
  - Квентин Скиннер «Макиавелли. Очень краткое введение» — Москва: Изд-во Астрель, 2009. — 156 с.
- Reason and Rhetoric in the Philosophy of Hobbes (Cambridge University Press, 1996)
- Liberty before Liberalism (Cambridge University Press, 1998)
  - Квентин Скиннер «Свобода до либерализма» — СПб. : Изд-во ЕУСПб, 2006. — 120 с.
- Visions of Politics: Volume I: Regarding Method (Cambridge University Press, 2002)
- Visions of Politics: Volume II: Renaissance Virtues (Cambridge University Press, 2002)
- Visions of Politics: Volume III: Hobbes and Civil Science (Cambridge University Press, 2002).
- L’artiste en philosophie politique (Editions du Seuil, Paris, 2003)
- Hobbes and Republican Liberty (Cambridge University Press, 2008)

#### Как редактор
- (Co-editor and contributor), Philosophy, Politics and Society: Fourth Series (Basil Blackwell, Oxford, 1972)
- (Co-editor and contributor), Philosophy in History (Cambridge University Press, 1984)
- (Editor and contributor), The Return of Grand Theory in the Human Sciences (Cambridge University Press, 1985)
- (Co-editor and contributor), The Cambridge History of Renaissance Philosophy (Cambridge University Press, 1988)
- (Co-editor), Machiavelli, The Prince (trans. Russell Price) (Cambridge University Press, 1988)
- (Co-editor and contributor), Machiavelli and Republicanism (Cambridge University Press, 1990)
- (Co-editor and contributor), Political Discourse in Early-modern Britain (Cambridge University Press, 1993)
- (Co-editor) Milton and Republicanism (Cambridge University Press, 1995)
- (Co-editor and contributor), Republicanism: A Shared European Heritage, Volume I: Republicanism and Constitutionalism in Early Modern Europe (Cambridge University Press, 2002)
- (Co-editor and contributor), Republicanism: A Shared European Heritage, Volume II: The Values of Republicanism in Early Modern Europe (Cambridge University Press, 2002)
- (Co-editor and contributor), States and Citizens: History, Theory, Prospects (Cambridge University Press, 2003)
- (Co-editor), Thomas Hobbes: Writings on Common Law and Hereditary Right (The Clarendon Edition of the Works of Thomas Hobbes, Volume XI) (The Clarendon Press, Oxford, 2005)

### Статьи
- 2000a: ‘Intervista a Quentin Skinner: Conseguire la libertà promuovere l’uguaglianza’,

Il pensiero mazziniano 3, pp. 118-22.
- 2000b: ‘Entrevista: Quentin Skinner’ in As muitas faces da história, ed. Maria Lúcia Pallares-Burke, Brazilia, pp. 307-39. [Trans. in The New History: Confessions and Conversations, ed. Maria Lúcia Pallares-Burke, Cambridge, 2003.]
- 2002: ‘Encountering the Past: An Interview with Quentin Skinner’ Finnish Yearbook of Political Thought 6, pp. 32-63.
- 2003: ‘La Libertà Politica ed il Mestiere dello Storico: Intervista a Quentin Skinner’, Teoria Politica 19, pp. 177-85.
- 2006: ‘Historia intelectual y acción política: Una entrevista con Quentin Skinner’, Historia y Política 16, pp. 237-58.
- 2007a: ‘Neither text, nor context: An interview with Quentin Skinner’, Groniek: Historisch Tijdschrift 174, pp. 117-33.
- 2007b: ‘La Historia de mi Historia: Una Entrevista con Quentin Skinner’, El giro contextual: Cinco ensayos de Quentin Skinner y seis comentarios, ed. Enrique Bocardo Crespo, Madrid, pp. 45-60.
- 2007c: ‘Intellectual History, Liberty and Republicanism: An Interview with Quentin Skinner’, Contributions to the History of Concepts 3, pp. 102-23.
- 2008: ‘Concepts only have histories’, interview with Quentin Skinner by Emmanuelle Tricoire and Jacques Levy, EspacesTemps, document 3692
- 2016: 'Ideas in Context: Interview with Quentin Skinner' by Hansong Li, Chicago Journal of History, pp. 119—127

### Переводы статей на русский язык
- Скиннер К. The state // Понятие государства в четырех языках / под ред. О. Хархордина, пер. с англ. Д. Калугина. — СПб.—М.: Европейский университет в Санкт-Петербурге—Летний сад, 2002. — С. 12—74. — 218 с. — (Труды факультета политических наук и социологии. Выпуск 6). — ISBN 5-94380-019-0.
- Язык и политические изменения // Логос — 2005 — № 3(48) — С. 143—152.
- Идея негативной свободы философские и исторические перспективы // Логос — 2013 — № 2(92) — С. 155—186.
- Скиннер К. Значение и понимание в истории идей // Кембриджская школа. Теория и практика интеллектуальной истории. — М.: Новое литературное обозрение, 2023. — С. 53—122. — 632 с. — (Интеллектуальная история). — ISBN 978-5-4448-1935-7.
- Скиннер К. Мотивы, намерения и интерпретация текстов // Кембриджская школа. Теория и практика интеллектуальной истории. — М.: Новое литературное обозрение, 2023. — С. 123—141. — 632 с. — (Интеллектуальная история). — ISBN 978-5-4448-1935-7.
- Скиннер К. Ответ моим критикам // Кембриджская школа. Теория и практика интеллектуальной истории. — М.: Новое литературное обозрение, 2023. — С. 249—346. — 632 с. — (Интеллектуальная история). — ISBN 978-5-4448-1935-7.